# Kiraŭsk rajon
Kiraŭski Rajon (vitryska: Кіраўскі Раён, ryska: Кировский район) är ett distrikt i Belarus.   Det ligger i voblasten Mahiljoŭs voblast, i den centrala delen av landet, 140 km öster om huvudstaden Minsk.